# Ретрофутуризам
Ретрофутуризам је покрет у креативној уметности који показује утицај приказа будућности насталих у ранијој ери. Ако се футуризам понекад назива „науком“ склоном предвиђању онога што ће доћи, ретрофутуризам је подсећање на то ишчекивање. Окарактерисан мешавином старомодних „ретро стилова“ са футуристичком технологијом, ретрофутуризам истражује теме напетости између прошлости и будућности, као и између отуђујућих и оснажујућих ефеката технологије. Пре свега рефлектован у уметничким креацијама и модификованим технологијама које реализују замишљене артефакте своје паралелне стварности, ретрофутуризам се може посматрати као „оживљавајућа перспектива света“.

## Историографија
Ретрофутуризам се заснива на идејама футуризма, али овај други термин функционише другачије у неколико различитих контекста. У авангардним уметничким, књижевним и дизајнерским круговима, футуризам је дуготрајан и добро успостављен појам. Али у свом популарнијем облику, футуризам (понекад се назива футурологија) је „рани оптимизам који се фокусирао на прошлост и био укорењен у деветнаестом веку, 'златном добу' раног двадесетог века које је трајало дуго у свемирско доба 1960-их“.
Ретрофутуризам је пре свега заснован на модерним, али променљивим представама о „будућности“. Као што Гуфеј примећује, ретрофутуризам је „скорашњи неологизам“, али се „гради на грозничавим визијама футуриста о свемирским колонијама са летећим аутомобилима, роботским слугама и међузвезданим путовањима која су тамо изложена; где су футуристи своја обећања узимали здраво за готово, појавио се ретро-футуризам као скептичнија реакција на ове снове“. Свој садашњи облик добио је 1970-их, у време када се технологија брзо мењала. Од појаве персоналног рачунара до рођења прве бебе из епрувете, овај период карактерише интензивна и брза технолошка промена. Али многи у широј јавности почели су да се питају да ли ће примењена наука постићи своје раније обећање — да ће се живот неизбежно побољшати кроз технолошки напредак. Након Вијетнамског рата, уништавања животне средине и енергетске кризе, многи коментатори су почели да доводе у питање предности примењене науке. Али они су се такође чудили, понекад са страхопоштовањем, понекад у збуњености, научном позитивизму који су испољиле раније генерације. Ретрофутуризам је „провукао се у академску и популарну културу 1960-их и 1970-их година”, утицали на „Ратове звезда” Џорџа Лукаса и слике поп уметника Кенија Шарфа”. Истражујући оптимистички футуризам раног двадесетог века, историчари Џо Корн и Брајан Хориган подсећају нас да је ретрофутуризам „историја идеје, или система идеја — идеологија. Будућност, наравно, не постоји осим као чин веровања или имагинације.“
Увоз ретрофутуризма је последњих година био предмет значајних дискусија. Неки, попут немачког критичара архитектуре Никласа Маака, виде ретрофутуризам као „ништа друго до естетску повратну петљу која подсећа на изгубљену веру у напредак, старе слике некада радикално новог”. Брус Маккол ретрофутуризам назива „лажном носталгијом“ — носталгијом за будућношћу која се никада није догодила.

## Теме
Иако ретрофутуризам, због различитих временских периода и футуристичких визија на које алудира, нема јединствену тематску нишу, заједничка нит је незадовољство или нелагодност садашњошћу, којој ретрофутуризам даје носталгичан контраст.
Слична тема је и незадовољство самим савременим светом. Свет брзог ваздушног саобраћаја, компјутера и свемирских станица је (по било ком ранијем стандарду) „футуристички“; ипак потрага за алтернативним и можда обећавајућим будућностима сугерише осећај да жељена или очекивана будућност није успела да се материјализује. Ретрофутуризам сугерише алтернативни пут, и поред чисте носталгије, може деловати као подсетник на старије, али сада заборављене идеале. Ово незадовољство се такође манифестује као политички коментар у ретрофутуристичкој литератур у којој је визионарска носталгија парадоксално повезана са утопијском будућношћу по узору на конзервативне вредности као што се види у примеру Фокс Њузове употребе BioShock-ове естетике током емитовања из 2014. г.
Ретрофутуризам такође подразумева тему преиспитивања технологије. За разлику од потпуног одбацивања пост-средњовековне технологије која се налази у већини жанрова фантастике, или прихватања било које и свих могућих технологија које се налазе у некој научној фантастици, ретрофутуризам захтева технологију људског размера, углавном разумљиву, подложну петљању и мање непрозирну од модерна технологија црне кутије.
Ретрофутуризам није универзално оптимистичан, а када се његове референтне тачке дотичу суморних периода попут Другог светског рата или параноје Хладног рата, може и сам постати суморан и дистопијски. У таквим случајевима, алтернативна стварност инспирише страх, а не наду, иако може бити повезана са носталгијом за светом веће моралне, као и механичке транспарентности. Тврдило се да ретрофутуризам, кроз проналажење наде у разочарењу и дистопији, и коришћење те наде за гурање ка светлијој будућности, може бити оптимистичан. Слично томе, визије утопија приказане у ретрофутуристичким комадима могу поново улити ту наду код публике која је изгубила.

## Жанрови
Жанрови ретрофутуризма укључују сајберпанк, стимпанк, дизелпанк, атомпанк и рејгун готику, а сваки се односи на технологију из одређеног временског периода.
Први од њих који је назван и препознат као сопствени жанр био је сајберпанк, који је настао почетком и средином 1980-их у књижевности са делима Бруса Беткеа, Вилијама Гибсона, Бруса Стерлинга и Пета Кадигана. Његово окружење је скоро увек дистопијска будућност, са јаким нагласком или на одметницима који хакују машинерију футуристичког света (често компјутере и рачунарске мреже), или чак на постапокалиптичка подешавања. Пост-апокалиптичка варијанта је она која се обично повезује са ретрофутуризмом, где ће се ликови ослањати на мешавину старих и нових технологија. Штавише, синтвејв и вејпорвејв су носталгична, духовита и често ретрофутуристичка оживљавања ране сајберпанк естетике.
Други жанр који је именован и признат био је стимпунк, касних 1980-их. Генерално је оптимистичнији и светлији од сајберпанка, смештен у алтернативну историју која веома личи на наш дуги 19. век од отприлике Регентски период па до отприлике 1914, само што су технологије 20. века или чак футуристичке технологије засноване на парној снази . Теме жанра такође често укључују референце на електрицитет као још до сада мистериозне силе која се сматра утопијским извором моћи будућности, а понекад се чак сматра и да поседује мистичне исцелитељске моћи (попут нуклеарне енергије око средине 20. век). Жанр често јако подсећа на оригиналне научне романсе и утопијске романе жанровских претходника Херберта Џорџа Велса и Жила Верна, а започео је у свом модерном облику књижевношћу као што су Titus Alon Марвина Пика (1959), и са филмовима као што су Тхе Времеплов (1960) или Замак на небу (1986). Значајан рани пример стимпанка у стрипу је серија француско-белгијских графичких романа Les Cités obscures, коју су започели њени креатори Франсоа Шуитен и Беноа Питерс почетком 1980-их. С времена на време, стиамаунк као жанр прелази у жанр Вирд Вест.
Најскорије назван и признати ретрофутуристички жанр је дизелпанк или декоденција, смештеним у алтернативним верзијама ера која се налази отприлике у периоду 1920-1950-их. Рани примери укључују концепт албуме из 1970-их, њихов дизајн и маркетиншке материјале немачког бенда Крафтверк (погледајте доле), лик из стрипа Rocketeer (први пут који се појавио у сопственој серији 1982), Fallout  серију видео игрица и филмове као што су као Бразил (1985), Бетмен (1989) The Rocketeer (1991), Бетмен се враћа (1992), Прокси Хадсукер (1994), Град изгубљене деце (1995) и Мрачни град (1998). Нарочито доњи крај жанра снажно опонаша палп литературу тог доба (као што је филм Небески капетан и свет сутрашњице из 2004.), а филмови овог жанра често упућују на кинематографске стилове филма ноар и немачког експресионизма. Понекад се жанр преклапа са жанром алтернативне историје Другог светског рата, као што је победа сила Осовине.

## Дизајн и уметност
Иако је слабо повезан са футуризмом раног двадесетог века, ретрофутуризам црпи уметничке инспирације из ширег спектра извора. Наравно, ретрофутуристичка уметност и књижевност често црпе из фабрика, зграда, градова и транспортних система из доба машина. Али могло би се рећи да је футуристичка визија 20. века нашла свој крајњи израз у развоју Гоогие или Популуке дизајна. У односу на фикцију, овај бренд ретрофутуристичког визуелног стила почео је да се обликује у краткој причи Вилијама Гибсона „The Gernsback Continuum“. Овде и другде се помиње као рејгун готика, популаран израз за визуелни стил који укључује различите аспекте архитектонских стилова Гуги, Стримлајн модерну и Арт Децо када се примењују на ретрофутуристичка окружења научне фантастике.

### Видео игре
Ретрофутуризам је такође приказан у видео играма, као што су следеће:
- Atomic Heart
- Alien: Isolation
- Assassin's Creed III
- BioShock
- Call of Duty: Black Ops II
- Command & Conquer: Red Alert
- Crimson Skies
- Cyberpunk 2077
- Cloudpunk
- Damnation
- Deathloop
- Dishonored
- Dishonored 2
- Dishonored: Death of the Outsider
- Fallout
- Far Cry 3: Blood Dragon
- Grim Fandango
- Grand Theft Auto 2
- Infamous Second Son
- Jazzpunk
- Metal Gear
- Ninja Gaiden
- Ninja Gaiden II: The Dark Sword of Chaos
- Ninja Gaiden III: The Ancient Ship of Doom
- Ninja Gaiden Shadow
- Observer
- Prey
- Psychonauts
- Psychonauts 2
- Psychonauts in the Rhombus of Ruin
- Resistance[14]
- Stubbs the Zombie in Rebel Without a Pulse
- The Outer Worlds
- TimeShift
- Wasteland 2[15]
- We Happy Few
- Wolfenstein
- X-COM: Apocalypse
- X-Men: Destiny
- Yu-Gi-Oh! Worldwide Edition: Stairway to the Destined Duel

### Музика
- Модеран електро стил, под утицајем уметника из Детроита раних 80-их (као што су Drexciya, Aux 88, Cybotron). Овај стил спаја стару аналогну опрему (Роланд Тр-808 и синтисајзери) и методе семплирања из 80-их са модерним приступом електро. Дискографске куће укључене у ово путовање су AMZS Recording, Gosu, Osman, Traffic Recordsи многе друге.
- Музички спот канадског бенда Alvvays, "Dreams Tonite", који укључује архивске снимке Екпо 67 у Монтреалу, бенд је описао као "фетишизирајући ретро-футуризам".[16]
- Енглески бенд Елецтриц Лигхт Орцхестра објавио је свој концептуални албум „Тиме“ 1981. године. Овај албум прати човека који се буди 2095. године и како реагује на ову изненадну промену, као и његову чежњу да се врати у 1981. Постоји више описа живота и технологије у 2095.
- Редитељ Бред Бирд описује свој филм Невиђени из 2004. године да „изгледа као што смо мислили да ће будућност испасти шездесетих година прошлог века“.[17]
- Британски редитељ Ричард Ајоади приметио је да је његов филм The Double (2013 film) из 2013. дизајниран са намером да изгледа као „будућност коју је замислио неко у прошлости а ко је погрешио“.[18]
- Дизнијев филм Земља будућности из 2015., који је заснован на истоименој атракцији Дизниленда, а који је такође режирао Бред Бирд, јасно има ретрофутуристичку естетику.